# 平野多恵
平野 多恵（ひらの たえ、1973年 ‐ ）は、日本の国文学者、成蹊大学教授。専門は中世文学。おみくじや占いについての研究も手がける。

## 人物・来歴
富山県生まれ。1996年お茶の水女子大学文教育学部国文学科卒業。在学中、オウム真理教に入信しそうになった経験がある。2002年東京大学大学院人文社会系研究科博士課程単位取得退学。2005年「明恵の研究」で文学博士。2005年十文字学園女子大学短期大学部専任講師、准教授、2013年成蹊大学文学部准教授、2016年教授。2012年『明恵－和歌と仏教の相克』で日本古典文学学術賞受賞。

## 著書
- 『明恵 和歌と仏教の相克』笠間書院, 2011.2
- 『神さまの声をきくおみくじのヒミツ』河出書房新社, 2017.12
- 『おみくじの歌 三十一文字と神仏のお告げ、そのルーツが鮮明に』コレクション日本歌人選 笠間書院, 2019.4
- 『おみくじの歴史－神仏のお告げはなぜ詩歌なのか』歴史文化ライブラリー583　吉川弘文館, 2023.12　ISBN　9784642059831

### 共編著
- 『大学生のための文学レッスン 古典編』蔦尾和宏, 中野貴文,渡部泰明共編著. 三省堂, 2010.1
- 『明恵上人歌集』和歌文学大系60　明治書院, 2013.12
- 『明恵上人夢記訳注』奥田勲,前川健一共編. 勉誠出版, 2015.2

## 論文
- <平野多恵

## 出演
- マツコの知らない世界「おみくじの世界」2019年6月11日放送